# Тарасовка (Карловский район)
Тарасовка (укр. Тарасівка) — село,
Максимовский сельский совет,
Карловский район,
Полтавская область,
Украина.
Код КОАТУУ — 5321683407. Население по переписи 2001 года составляло 195 человек.

## Географическое положение
Село Тарасовка находится на одном из истоков реки Тагамлык,
ниже по течению на расстоянии в 1,5 км расположено село Максимовка.
Рядом проходит автомобильная дорога Т-1722.

## Известные жители и уроженцы
- Беззубенко, Ольга Денисовна (1922—2007) — Герой Социалистического Труда.